# Daníel Hafsteinsson
Daníel Hafsteinsson (Akureyri, 12 de noviembre de 1999) es un futbolista islandés que juega en la demarcación de centrocampista para el Víkingur Reykjavík de la Úrvalsdeild Karla.

## Selección nacional
Tras jugar en las categorías inferiores de la selección, finalmente debutó con la selección de fútbol de Islandia el 22 de octubre de 2022. Lo hizo en un partido amistoso contra Corea del Sur que finalizó con un resultado de 1-0 a favor del combinado surcoreano tras el gol de Song Min-kyu.

## Clubes
| Club               | País     | Año       | Partidos | Goles |
| ------------------ | -------- | --------- | -------- | ----- |
| Dalvík/Reynir      | Islandia | 2016      | 3        | 1     |
| KA Akureyri        | Islandia | 2017-2019 | 45       | 5     |
| Helsingborgs IF    | Suecia   | 2019      | 7        | 0     |
| FH Hafnarfjörður   | Islandia | 2020      | 14       | 4     |
| KA Akureyri        | Islandia | 2021-2024 | 121      | 22    |
| Víkingur Reykjavík | Islandia | 2025-     | 2        | 0     |